# Mannikdammen
Mannikdammen är en sjö i Filipstads kommun i Värmland och ingår i Göta älvs huvudavrinningsområde. Sjön har en area på 0,0979 kvadratkilometer och ligger 250,5 meter över havet. Sjön avvattnas av vattendraget Sandsjöälven.

## Delavrinningsområde
Mannikdammen ingår i det delavrinningsområde (665141-140438) som SMHI kallar för Utloppet av Mannikdammen. Medelhöjden är 295 meter över havet och ytan är 6,35 kvadratkilometer. Det finns ett avrinningsområde uppströms, och räknas det in blir den ackumulerade arean 9,81 kvadratkilometer. Sandsjöälven som avvattnar avrinningsområdet har biflödesordning 4, vilket innebär att vattnet flödar genom totalt 4 vattendrag innan det når havet efter 385 kilometer. Avrinningsområdet består mestadels av skog (65 procent) och sankmarker (21 procent). Avrinningsområdet har 0,1 kvadratkilometer vattenytor vilket ger det en sjöprocent på 1,5 procent.